# Bruno Bettinelli
Bruno Bettinelli (født 4. juni 1913 i Milano, Italien, død 8. november 2004) var en italiensk komponist, professor og lærer.
Bettinelli studerede komposition på  Giuseppe Verdi Musikkonservatoriet. Underviste senere samme sted som professor i komposition. Han har skrevet 7 symfonier, orkesterværker, kammermusik, operaer, instrumentalværker, korværker, vokalmusik, klaverstykker etc. Bettinelli var inspireret af Bela Bartok, Paul Hindemith, Igor Stravinskij, Alfredo Casella, Goffredo Petrassi og Gian Francesco Malipiero. Han underviste mange af de kommende generationer af italienske komponister.

## Udvalgte værker
- Symfoni nr. 1 "Kammersymfoni" (1939) - for strygeorkester
- Symfoni nr. 2 (1943) - for orkester
- Symfoni nr. 3 (1946) - for strygeorkester
- Symfoni nr. 4 "Lille Symfoni" (1954) - for orkester
- Symfoni nr. 5 (1975) - for orkester
- Symfoni nr. 6 (1976) - for orkester
- Symfoni nr. 7 (1978) - for orkester
- Klaverkoncert (1952-1953) - for klaver og orkester
- Episode (1961-1962) - for orkester
- Nedtælling (1969) - opera